# Leptostylus retrorsus
Leptostylus retrorsus es una especie de escarabajo longicornio del género Leptostylus, categorizada en la tribu Acanthocinini, de la subfamilia Lamiinae. Fue descrita por Bates en 1885.

## Descripción
Mide 10 mm de longitud.

## Distribución
Se distribuye por Costa Rica, Ecuador y Panamá.